# Judeus mizrahim
Judeus mizrahim (em hebraico: יהודי המִזְרָח; romaniz.: Yhvd hmizrach) também referidos simplesmente como mizrahim (em hebraico: מִזְרָחִים; romaniz.: mizrahim), mizrachi (em hebraico: מִזְרָחִי; romaniz.: mizrachi) e referidos de forma alternativa como judeus orientais ou Edot HaMizrach (em hebraico: עֲדוֹת־הַמִּזְרָח; romaniz.: Edot HaMizrach; lit. "comunidades do Leste"), são um agrupamento de comunidades judaicas que compreende àquelas que permaneceram na Terra de Israel e as da diáspora judaica no Oriente Médio e Norte da África.
Mizrahi é um termo sociológico político que foi cunhado com a criação do Estado de Israel. É traduzido como "oriental" em hebraico e refere-se aos judeus orientais. No uso atual, o termo Mizrahi é aplicado quase exclusivamente a descendentes de comunidades judaicas do Oriente Médio e Norte da África; nesta classificação estão os descendentes de judeus Mashriqi que viveram em países do Oriente Médio, como judeus egípcios, judeus iranianos, judeus iraquianos, judeus curdos, judeus libaneses,  judeus Palestinos, judeus sírios, judeus turcos e judeus iemenitas; bem como os descendentes de judeus que viveram em países do Norte da África, como judeus argelinos, judeus líbios, judeus marroquinos, e judeus tunisinos. Essas várias comunidades judaicas foram oficialmente agrupadas em uma divisão singular e identificável durante a Segunda Guerra Mundial, quando foram claramente delineadas no Plano Um Milhão da Agência Judaica para Israel, que detalhou os métodos pelos quais os judeus na diáspora deveriam ser devolvidos à Terra de Israel (então sob o Mandato Britânico da Palestina) após o Holocausto.
No uso atual, o termo mizrahi engloba também as comunidades judaicas da Ásia Central e do Cáucaso, como os judeus persas, os judeus afegãos, os judeus bucaranos do Uzbequistão e do Tajiquistão e os judeus da montanha do Daguestão e do Azerbaijão. Embora essas comunidades falem tradicionalmente línguas judaico-iranianas, como o juhuri e o bukhariano, alguns de seus descendentes também são amplamente fluentes em russo devido à existência desses países como repúblicas da antiga União Soviética.
Antes da declaração de independência de Israel, em 1948, as várias comunidades atuais de judeus Mizrahi não se identificavam como um subgrupo judeu distinto, e muitos se consideravam sefarditas, pois seguiam em grande parte os costumes e tradições sefarditas do judaísmo com variações locais em minhagim. A comunidade judaica sefardita original foi formada na Península Ibérica (Espanha e Portugal) e, após a sua expulsão em 1492, muitos sefarditas estabeleceram-se em áreas onde já existiam comunidades Mizrahi. Esta complicada etnografia resultou numa fusão de termos, particularmente na terminologia étnica e religiosa oficial israelita, com os sefarditas a serem usados num sentido lato para incluir judeus do Oriente Médio e do Norte da África, bem como os próprios sefarditas do sul da Europa em torno da Bacia do Mediterrâneo. O Rabinato Chefe de Israel colocou rabinos de origem Mizrahi em Israel sob a jurisdição dos rabinos chefes sefarditas.
Após a Primeira Guerra Árabe-Israelense, mais de 850.000 judeus mizrahi e sefarditas foram expulsos ou evacuados de países muçulmanos, de 1948 até o início da década de 1980. Em 2005, 61% dos judeus israelenses eram de ascendência Mizrahi/Sefardita total ou parcial. Em 2006 as taxas de casamentos mistos entre judeus são superiores a 35% e estudos recentes indicam que a proporção de israelenses descendentes de judeus mizrahim/sefarditas e asquenazes aumenta 0,5% a cada ano, com mais de 25% das crianças em idade escolar tendo ancestralidade ocidental e oriental.

## Terminologia
"Mizrahi" é traduzido literalmente como "Oriental", (מזרח "Mizraḥ", hebraico para Oriente). No passado, a palavra "Mizrahim", correspondente à palavra árabe Mashriqiyyun (árabe "مشريقيون" ou orientais), referia-se aos nativos do Iraque e de outros países asiáticos, distintos dos do Norte de África (Maghribiyyun). Na Idade Média e no início dos tempos modernos, a palavra hebraica correspondente ma'arav era usada para o Norte da África. Nos tempos talmúdicos e geônicos, entretanto, esta palavra "ma'arav" referia-se à terra de Israel, em contraste com a Babilônia. Por esta razão, muitos opõem-se ao uso de "Mizrahi" para incluir judeus marroquinos e outros judeus do norte da África.

## Designações de ritos religiosos
Hoje, muitos identificam os judeus de rito não-asquenaze como sefarditas – em hebraico moderno, Sfaradim – misturando origem ancestral e rito religioso. Esta definição mais ampla de "sefarditas", incluindo todos ou a maioria dos judeus Mizrahi, também é comum nos círculos religiosos judaicos. Durante o século passado, o rito sefardita absorveu parte do rito único dos judeus iemenitas  e ultimamente, os líderes religiosos Beta Israel em Israel também se juntaram às coletividades de rito sefardita, especialmente após a rejeição de seu judaísmo por alguns círculos asquenazes.
A razão para esta classificação de todos os Mizrahim sob o rito sefardita é que a maioria das comunidades Mizrahi usam praticamente os mesmos rituais religiosos que os sefarditas propriamente ditos devido a razões históricas. A prevalência do rito sefardita entre os Mizrahim é parcialmente resultado da adesão dos próprios sefarditas a algumas comunidades Mizrahi após o Decreto de Alhambra de 1492, que expulsou os judeus de Sefarad (Espanha e Portugal). Ao longo dos últimos séculos, os ritos anteriormente distintos das comunidades Mizrahi foram influenciados, sobrepostos ou totalmente substituídos pelo rito dos sefarditas, percebido como de maior prestígio. Mesmo antes desta assimilação, o rito original de muitas comunidades judaicas orientais já estava mais próximo do rito sefardita do que do rito asquenazi. Por esta razão, "sefardita" passou a significar não apenas "judeus espanhóis" propriamente ditos, mas "Judeus de rito espanhol", assim como "asquenazes" é usado para "Judeus de rito alemão", quer suas famílias sejam originárias ou não de Alemanha.
Muitos dos judeus sefarditas exilados da Espanha reassentaram-se em maior ou menor número no mundo árabe, como Síria e Marrocos. Na Síria, a maioria acabou casando e sendo assimilada pelas comunidades maiores estabelecidas de Musta'rabime Mizrahim. Em alguns países do Norte de África, como Marrocos, os judeus sefarditas vieram em maior número e contribuíram tão largamente para os colonatos judaicos que os judeus preexistentes foram assimilados pelos judeus sefarditas chegados mais recentemente. De qualquer forma, esta assimilação, combinada com o uso do rito sefardita, levou à designação popular e à fusão da maioria das comunidades judaicas não-asquenazes da Ásia Ocidental e do Norte da África como "rito sefardita", fossem ou não descendentes de judeus espanhóis, que é o que os termos "judeus sefarditas" e "sfaradim" implicam adequadamente quando usados no sentido étnico em oposição ao sentido religioso.
Em alguns países árabes, como o Egito e a Síria, os judeus sefarditas chegados através do Império Otomano distinguiriam-se dos já estabelecidos Musta'rabim, enquanto em outros, como Marrocos e Argélia, as duas comunidades casaram-se em grande parte, com esta última abraçando os sefarditas. costumes e formando assim uma única comunidade.

## Idioma

### Árabe
No mundo árabe (como Marrocos, Argélia, Tunísia, Líbia, Egito, Iêmen, Jordânia, Líbano, Iraque e Síria), os Mizrahim falam mais frequentemente o árabe. A maioria das muitas obras filosóficas, religiosas e literárias notáveis dos judeus na Espanha, Norte da África e Ásia foram escritas em árabe usando um alfabeto hebraico modificado.

### Aramaico
O aramaico é uma subfamília de línguas semíticas. Variedades específicas do aramaico são identificadas como “línguas judaicas”, uma vez que são as línguas dos principais textos judaicos, como o Talmud e o Zohar, e de muitas recitações rituais, como o Kadish. Tradicionalmente, o aramaico tem sido uma língua de debate talmúdico nas yeshivot, já que muitos textos rabínicos são escritos numa mistura de hebraico e aramaico. O atual alfabeto hebraico, conhecido como "letras assírias" ou "escrita quadrada", foi na verdade emprestado do aramaico.
No Curdistão, região que inclui partes da Turquia, Síria, Iraque e Irã, a língua dos Mizrahim é uma variante do aramaico. Tal como faladas pelos judeus curdos, as línguas judaico-aramaicas são línguas neo-aramaicas descendentes do aramaico babilônico judeu. Estão relacionados com os dialetos aramaicos cristãos falados pelo povo assírio, que são cristãos siríacos que afirmam ser descendentes da Assíria, uma das civilizações mais antigas do mundo, datando de 2500 a.C. na antiga Mesopotâmia.

### Persa e outras línguas
Entre outras línguas associadas a Mizrahim estão as línguas judaico-iranianas como o judaico-persa, o dialeto bukhori, o judaico-tat, e as línguas curdas; Georgiano; Judaico-Marata e Judaico-Malayalam. A maioria dos judeus persas fala o persa padrão, assim como muitos outros judeus do Irã, Afeganistão e Bukhara (Uzbequistão), Judeo-Tat, uma forma de persa, é falado pelos judeus da montanha do Azerbaijão e do Daguestão russo, e em outros Territórios caucasianos na Rússia.

## História
A diáspora judaica no Oriente Médio fora da Terra de Israel começou no século VI a.C., durante o cativeiro babilônico, o que também fez com que alguns judeus fugissem para o Egito. Outras áreas da diáspora inicial no Oriente Médio e Norte da África foram Pérsia, Iêmen e Cirene.
À medida que o Islã começou a se espalhar no século VII d.C., os judeus que viviam sob o domínio muçulmano tornaram-se dhimmis. Como os judeus eram vistos como “Povo do Livro”, eles tinham permissão para praticar sua própria religião, mas tinham um status inferior na sociedade islâmica. Embora os judeus no Médio Oriente e no Norte de África formassem fortes ligações às áreas em que viviam, eram vistos como uma comunidade claramente distinta de outras comunidades. Por exemplo, enquanto os judeus Musta'arabi no mundo árabe foram influenciados pela cultura local, por exemplo, eles começaram a falar variantes da língua árabe e comeram suas próprias versões da mesma comida, eles não adotaram a identidade árabe. Em vez disso, os judeus no mundo árabe viam-se a si próprios (incluindo aqueles com antecedentes familiares de convertidos) e eram vistos fundamentalmente como parte do coletivo mais amplo do povo judeu, e mantinham a sua identidade como descendentes das antigas tribos israelitas.
Alguns Mizrahim migraram para a Índia, Ásia Central e China.

### Dispersão pós-1948
Após o estabelecimento do Estado de Israel e a subsequente Guerra Árabe-Israelense de 1948, a maioria dos Mizrahim foram expulsos pelos seus governantes árabes ou optaram por sair e emigraram para Israel. De acordo com o Resumo Estatístico de Israel de 2009, 50,2% dos judeus israelenses são de origem Mizrahi-Sefardita.
As ações antijudaicas dos governos árabes nas décadas de 1950 e 1960, no contexto da fundação do Estado de Israel, levaram à saída de um grande número de judeus Mizrahi do Médio Oriente. O êxodo de 25.000 judeus Mizrahi do Egito após a crise de Suez de 1956 levou a esmagadora maioria dos Mizrahim a deixar os países árabes. Eles se tornaram refugiados. A maioria foi para Israel. Muitos judeus marroquinos e argelinos foram para a França. Milhares de judeus libaneses, sírios e egípcios emigraram para os Estados Unidos, Brasil, Argentina, México e outros países das Américas.
Hoje, cerca de 40.000 Mizrahim ainda permanecem em comunidades espalhadas por todo o mundo muçulmano não-árabe, principalmente no Irão, mas também no Uzbequistão, no Azerbaijão e na Turquia. Restam poucos no norte da África. Cerca de 3.000 permanecem em Marrocos e 1.100 na Tunísia. Outros países com remanescentes de antigas comunidades judaicas com reconhecimento oficial, como o Líbano, têm 100 ou menos judeus. A emigração continua, principalmente para Israel, França e os Estados Unidos.

## Memorialização em Israel
Em 9 de maio de 2021, a primeira comemoração física em Israel da partida e expulsão de judeus de várias partes do mundo foi colocada no calçadão Sherover, em Jerusalém. É intitulado Memorial de Partida e Expulsão de acordo com a lei Knesset para o reconhecimento anual da experiência judaica, realizada anualmente em 30 de novembro.
O texto do Memorial diz;
"Com o nascimento do Estado de Israel, mais de 850.000 judeus foram expulsos das terras árabes e do Irão. Os refugiados desesperados foram recebidos por Israel.
Por lei do Knesset: 30 de novembro, anualmente, é o Dia Memorial da Partida e Expulsão. Memorial doado pela Sociedade Judaica Americana para Preservação Histórica, com o apoio da Federação Sefardita Mundial, da Cidade de Jerusalém e da Fundação Jerusalém"

### Absorção na sociedade israelense
O refúgio em Israel teve suas tragédias: “Em uma ou duas gerações, milênios de civilização oriental enraizada, unificada até mesmo em sua diversidade”, foram exterminados, escreve a estudiosa de Mizrahi, Ella Shohat. O trauma da ruptura dos seus países de origem foi ainda mais complicado pela dificuldade da transição após a chegada a Israel; Imigrantes e refugiados Mizrahi foram colocados em cidades de tendas rudimentares e erguidas às pressas (ma'abarot), muitas vezes em cidades em desenvolvimento nas periferias de Israel. O assentamento em moshavim (aldeias agrícolas cooperativas) foi apenas parcialmente bem-sucedido, porque Mizrahim historicamente ocupava um nicho como artesãose comerciantes e a maioria não se dedicava tradicionalmente ao trabalho agrícola. Como a maioria deixou as suas propriedades nos seus países de origem ao viajar para Israel, muitos sofreram uma grave diminuição do seu estatuto socioeconómico, agravada pelas suas diferenças culturais e políticas com a comunidade asquenaze dominante. Além disso, uma política de austeridade foi aplicada naquela época devido às dificuldades económicas.
Os imigrantes Mizrahi chegaram falando vários idiomas:
- muitos, especialmente os do Norte da África e do crescente fértil, falavam dialetos árabes;
- os do Irã falavam persa ;
- Os judeus da montanha do Azerbaijão e do Daguestão falavam Judeo-Tat;
- Os judeus Baghdadi da Índia falavam inglês;
- Judeus Bukharan do Uzbequistão e do Tadjiquistão falavam o dialeto Bukhori;
- os judeus malabares de Kerala , na Índia , chegaram falando judaico-malaiala .
- o Bene Israel de Maharashtra , na Índia, chegou falando Marathi.

Mizrahim de outros lugares trouxe consigo o georgiano, o judaico-georgiano e várias outras línguas. O hebraico tem sido historicamente uma língua apenas de oração para a maioria dos judeus que não vivem em Israel, incluindo os Mizrahim. Assim, com a sua chegada a Israel, os Mizrahim mantiveram cultura, costumes e língua distintos dos seus homólogos asquenazes. A estimativa coletiva para Mizrahim (por volta de 2018) é de 4.000.000.

### Disparidades e integração
As diferenças culturais entre os judeus mizrahi e os asquenazes impactaram o grau e a taxa de assimilação na sociedade israelense e às vezes, a divisão entre os judeus da Europa Oriental e do Oriente Médio era bastante acentuada. A segregação, especialmente na área da habitação, limitou as possibilidades de integração ao longo dos anos. Os casamentos mistos entre asquenazes e Mizrahim são cada vez mais comuns em Israel e no final da década de 1990, 28% de todas as crianças israelitas tinham pais multiétnicos (acima dos 14% na década de 1950). Foi alegado que os casamentos mistos não tendem a diminuir as diferenças étnicas no estatuto socioeconómico, no entanto, isso não se aplica aos filhos de casamentos interétnicos.
Embora a integração social tenha aumentado, as disparidades persistem. Um estudo conduzido pelo Bureau Central de Estatísticas de Israel (ICBS), os judeus Mizrahi são menos propensos a prosseguir estudos acadêmicos do que os judeus asquenazes. Os asquenazes nascidos em Israel têm até duas vezes mais probabilidade de estudar em uma universidade do que os Mizrahim nascidos em Israel. Além disso, a percentagem de Mizrahim que procuram uma educação universitária permanece baixa em comparação com grupos de imigrantes de segunda geração de origem asquenaze, como os russos.  De acordo com uma pesquisa do Adva Center, a renda média dos asquenazes era 36% maior do que a de Mizrahim em 2004.

## Osmizrahime o moderno Estado de Israel
Com a fundação do Estado de Israel em 1948, a maior parte dos mizrahim migraram para o novo estado nos anos que se seguiram, em alguns casos fugindo a perseguições em países árabes, em outros aliciados pelo projecto sionista. Eles representaram a maioria da população israelita até à grande migração de judeus da Europa Oriental que se seguiu à queda da União Soviética.
Estas comunidades foram estabelecidas em "cidades de tendas" (ma'abarot), em condições de vida precárias, e posteriormente enviadas para as chamadas "cidades de desenvolvimento". Tentativas de fixá-los nos moshavim revelaram-se infrutíferas, já que a maioria dos mizrahim não tinha na agricultura a sua ocupação principal, mas sim no comércio. Nos anos 1970, alguns judeus mizrahim organizaram-se num movimento denominado "Panteras Negras", que à semelhança do grupo homônimo americano, alegava combater a discriminação, o racismo e a exclusão social de que se diziam vítimas por parte dos asquenazes, usando tácticas de guerrilha urbana.

## Genética
Em 2000, M. Hammer, et al. conduziram um estudo com 1.371 homens e estabeleceram definitivamente que parte do conjunto genético paterno das comunidades judaicas na Europa, Norte de África e Médio Oriente provinha de uma população ancestral comum do Médio Oriente. Eles sugeriram que a maioria das comunidades judaicas na diáspora permaneciam relativamente isoladas e endogâmicas em comparação com as populações vizinhas não-judias.
Em um estudo de 2010 realizado por Behar, et al. as comunidades judaicas iraniana, iraquiana, azerbaijana e georgiana formaram um "aglomerado compacto" cobrindo amostras não-judaicas do Levante com judeus asquenazes, marroquinos, gregos, turcos anatólios e samaritanos. sendo os resultados "consistentes com uma formulação histórica do povo judeu como descendente dos antigos residentes hebreus e israelitas do Levante". Os judeus iemenitas formaram seu próprio subgrupo que "também estava localizado dentro de um conjunto de amostras levantinas", mas também mostrou uma relação notável principalmente com beduínos e sauditas".

## Personalidadesmizrahim
- Amir Peretz - membro do Knesset (parlamento israelita) e líder do Partido Trabalhista, de origem marroquina.
- Dana International - cantora pop descendente de judeus do Iêmen.
- Ofra Haza - cantora pop  e de música tradicional descendente de judeus do Iêmen.
- Itamar Ben-Gvir - advogado e político israelense e líder do partido de extrema-direita israelense Otzma Yehudit.